# Liz Brady
Pour les articles homonymes, voir Brady.
Liz Brady ou Liza Brady (née le 5 janvier 1940 à Héliopolis dans la banlieue Est du Caire, en Égypte et morte le 28 janvier 2019 à Hollywood en Floride est une chanteuse franco-grecque.

## Biographie
Liz Brady est le nom d'artiste de Raymonde Fleurat née au Caire d'un père français et d'une mère grecque. Très jeune elle chante déjà, elle devient soliste de chorales. 
Liz Brady devient danseuse de rock 'n' roll de haut niveau, participant à des concours internationaux et également à des galas de démonstrations dans de nombreux pays. Elle épouse son partenaire danseur qui l'emmènera vivre six ans en Angleterre.
Elle commence ensuite à chanter dans de nombreux cabarets en Égypte au Kenya, à Beyrouth. Là elle rencontre une troupe de danseuses françaises et leur demande si elles ne connaissent pas à Paris une agence avec laquelle elle pourrait travailler en France. Ces dernières lui donnent les coordonnées de leur agence et Liz décide de la contacter. Elle a un rendez-vous à Paris et commence à travailler dans les cabarets et boites Parisiennes. 
Remarquant le talent scénique de Liz les Directrices de l'agence décident de lui faire enregistrer un 45 tours en studio.
En 1965, sort son premier 45 tours 4 titres Hey o daddy o, chez Pathé-Marconi. Trois autres 45 tours 4 titres sortent chez Pathé. Un nouveau 4 titres sort cette fois chez Decca en novembre 1967.
Durant l'année 1967, elle participe également au IVe festival de la chanson internationale de Majorque avec Toi, moi et une rose, chanson écrite par Jean-Claude Annoux et composée par Georges Liferman. Elle participe au Festival de Budapest la même année et en ramènera une chanson défendue par la Yougoslavie, chanson qu'elle traduira sous le titre Si tu partais et qui sera éditée chez Decca.
En avril 1968, elle s'installe au Québec et crée avec Martine Bee le duo Les Scarabées.  Trois simples sortent chez Gamma et quatre chez RCA-Canada, ainsi qu'un album. Elles obtiennent un disque d'or avec Le cœur de mon pays. Le groupe se dissout en 1972.
En 1973, Liz Brady sort un simple seule chez Profil : Je voulais faire de l'amour.
En 1985, elle s'installe en Floride. Elle y chante depuis cette date sous le nom de Liza Brady.
Elle présente un One women show en sept langues qu'elle parle couramment[réf. nécessaire].

## Discographie

### En Égypte
- 1961 : Scarabée (sous le nom de Ray Monde) : Bouffée de bonheur / Maman (Sérénade éternelle).

### En France
- 1965 : Pathé EG  891 :  Hey o Daddy o / Il suffit d'un jour / Comme tu es jeune / Un garçon dit à une fille.
- 1965 :  Pathé EG  906 :  Rien n'est perdu / L'été est loin / Qu'est-ce que tu fais / Je ne pensais pas que c'était moi.
- 1966 : Pathé EG  925 : Palladium / Mais trop tard / Vivre pour t'aimer / L'amour se voit sur ton visage.
- 1966 : Pathé EG 1008 : Bas les pattes / Et c'est bien mieux comme ça / Partie de dames / Monsieur Quelqu'un.
- 1967 : Decca 451 150 : Le piano s'est tu / Besoin de rien / Si tu partais / On n'a rien inventé.

### En Espagne
- 1966  Pathé MG 72004 : Yo tarde / Igual que un crio (es)
- 1967  Pathé MG 72005 : Toi, moi et une rose (Festival de Mallorca) / Partie de dames.

### Au Canada
- 1973 : Profil PR 2528 : Bas les pattes / Je voulais faire de l'amour.

### Aux États-Unis
- 1965 : Capitol US5479 :  Comme tu es jeune / Hey o Daddy o.

### En Belgique
- 1965  Pathé G 2021 : Comme tu es jeune / Hey o Daddy o.